# Orthaltica dakshina
Orthaltica dakshina is een keversoort uit de familie bladkevers (Chrysomelidae). De wetenschappelijke naam van de soort werd in 1979 gepubliceerd door Basu & Sengupta.